# Joseph Xhrouet

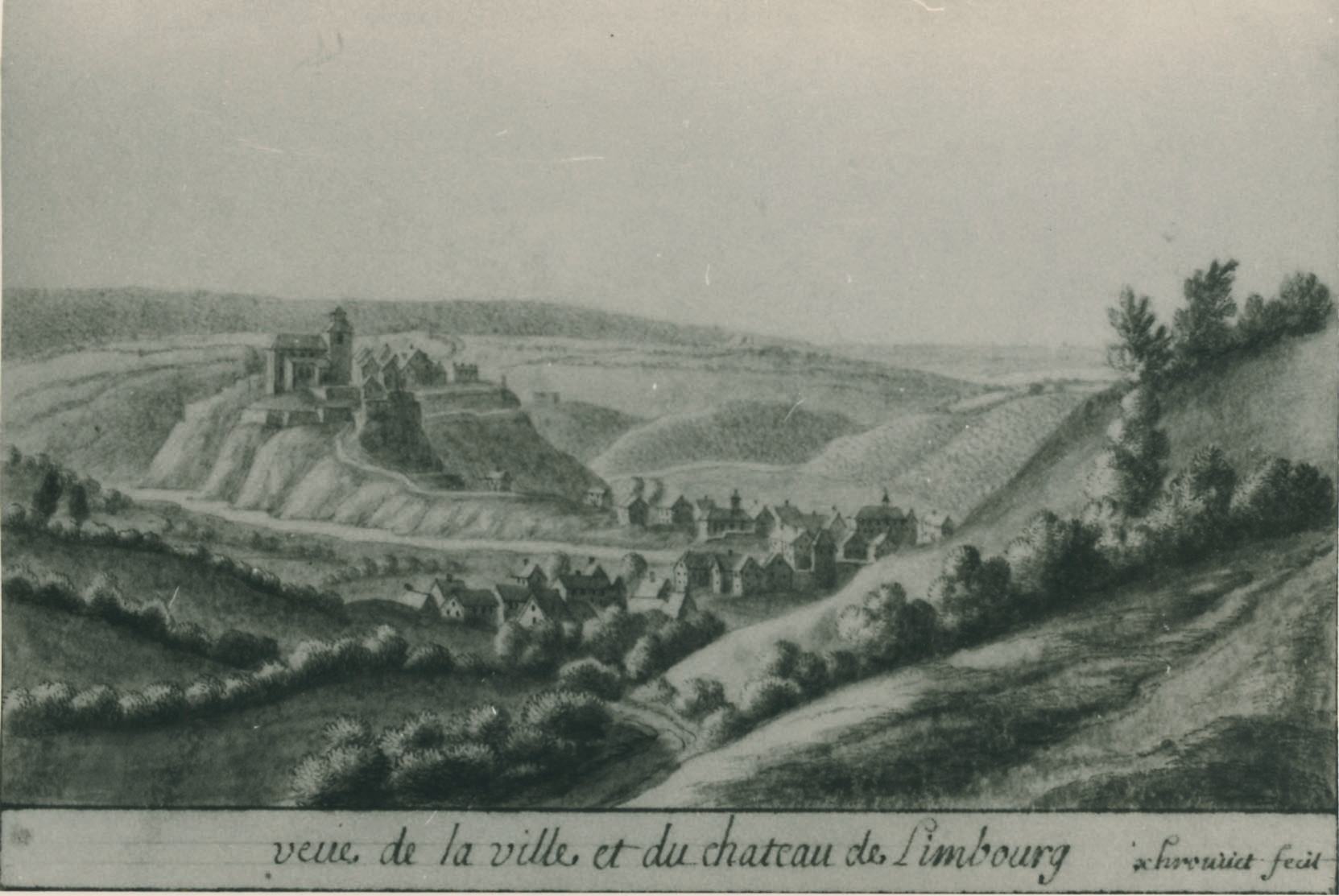
Ville et château de Limbourg, Joseph Xhrouet, ca. 1735

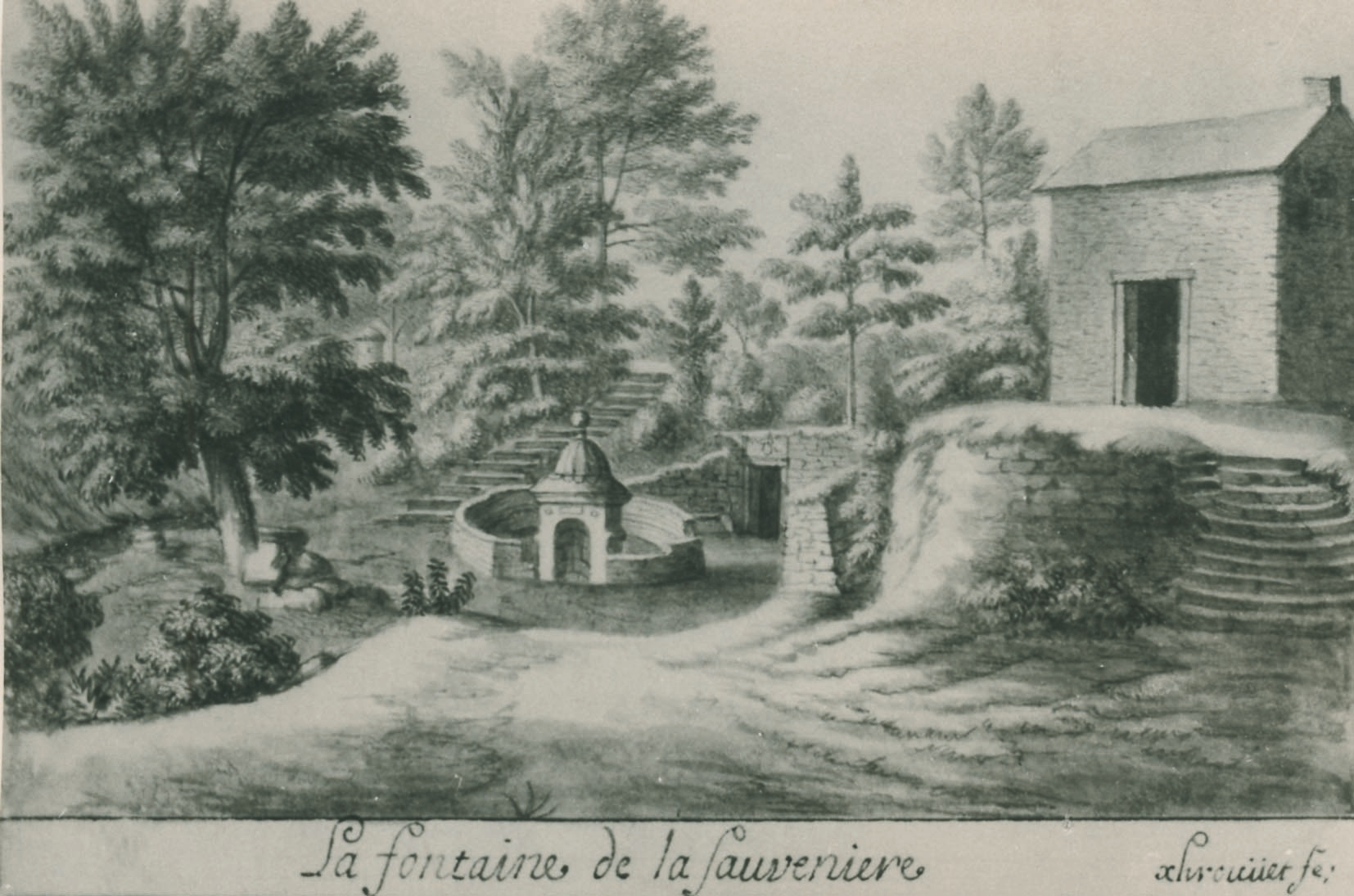
Fontaine de la Sauvenière, Spa, Joseph Xhrouet, ca. 1735

Joseph Xhrouet (1711-1749) est un graveur et dessinateur de Spa, principauté de Liège, neveu du peintre local Mathieu-Antoine Xhrouet.
Il réalise notamment avec Remacle Le Loup les 204 vues gravées en taille-douce des cinq volumes des Délices du Païs de Liège (1738-1744) de Pierre Lambert Saumery, ainsi que de nombreuses vues de Rhénanie, notamment de Coblence. Un recueil de ces vues porte la mention manuscrite "à Remacle le Loup", ce qui porte à penser qu'il en fit don à son ami et associé. « Les deux artistes spadois étaient en effet spécialisés dans les dessins à la plume et au lavis de petit format, sur papier ou parchemin, de forme rectangulaire ou ovale, représentant des fontaines et pouhons, des villages et paysages de la région de Spa, acquis par les amateurs séjournant dans la ville d’eau. La Bibliothèque royale de Belgique en possède plusieurs exemplaires. »
Sont aussi répertoriés : Vue du rocher ou a été bâti le Château de Waache et du château Stavelo, encre ; Vue de Moriame, encre de Chine; Veue de Han sur Heur, encre de Chine ; Vue de la Maison de ville de Liege, du Marché, et des fontaines, gravure sur cuivre, 1738. Cette dernière fut reproduite adaptée pour en faire une vue d'optique. Cette vue d'optique gravée par Johann Christoph Nabholz (1752-1797) a été éditée par l'Académie Impériale d'Empire des Arts libéraux, installée à Augsbourg. La gravure de Xhrouet fut également copiée par J. R. Crespin en 1839, dessin, plume et lavis d'encre de Chine, 25/42 cm.
En mai 1899, Albin Body faisait l'acquisition pour le Musée de Spa d'un album de 16 dessins sur vélin de Joseph Xhrouet.